# Simon Schoch
Pour les articles homonymes, voir Schoch.
Simon Schoch, né le 7 octobre 1978 à Winterthour, est un snowboardeur suisse, spécialiste du slalom parallèle. Il est le frère de Philipp Schoch, également snowboardeur.
Il a remporté sa première victoire en Coupe du monde en mars 2003 à Serre Chevalier dans un slalom géant parallèle, puis a décroché la médaille d'argent au slalom géant parallèle des Jeux olympiques d'hiver de 2006 à Turin. En 2007, il devient champion du monde du slalom parallèle à Arosa en Suisse.

## Palmarès

### Jeux olympiques d'hiver
| Épreuve / Édition      | Épreuve / Édition      | Salt Lake City 2002              | Turin 2006                         | Vancouver 2010                   | Sotchi 2014 |
| Slalom géant parallèle | Slalom géant parallèle | 25e                              | Médaille d'argent, Jeux olympiques | 5e                               | 7e          |
| Slalom parallèle       | Slalom parallèle       | Épreuve inexistante à cette date | Épreuve inexistante à cette date   | Épreuve inexistante à cette date | 9e          |

### Championnats du monde
| Épreuve / Édition      | Épreuve / Édition      | Madonna di Campiglio 2001 | Kreischberg 2003   | Whistler 2005 | Arosa 2007    | Gangwon 2009 | La Molina 2011    | Stoneham 2013 |
| Slalom géant           | Slalom géant           | DNF1                      | -                  | -             | -             | -            | -                 | -             |
| Slalom géant parallèle | Slalom géant parallèle | DNS                       | Médaille d'argent  | -             | 30e           | 6e           | -                 | 6e            |
| Slalom parallèle       | Slalom parallèle       | 38e                       | Médaille de bronze | 4e            | Médaille d'or | 5e           | Médaille d'argent | 5e            |

### Coupe du monde
- 2 gros globe de cristal :
  - Vainqueur du classement général en 2007 et 2007.
- 2 petits globe de cristal :
  - Vainqueur du classement du parallèle en 2006 et en 2007.
- 29 podiums dont 8 victoires.